# Buddy DeFranco
Boniface Ferdinand Leonard „Buddy“ DeFranco (17. února 1923, Camden, New Jersey, USA – 24. prosince 2014, Panama City, Florida) byl americký jazzový klarinetista. 
Ve čtyřicátých letech byl členem big bandů Gene Krupy (1941–1942), Charlieho Barneta (1943–1944) a Tommyho Dorseyho (1944–1948). V padesátých letech měl vlastní soubor, ve kterém ho doprovázel klavírista Sonny Clark a kytarista Tal Farlow. V letech 1966–1974 byl kapelníkem Glenn Miller Orchestra. Rovněž spolupracoval s mnoha dalšími hudebníky, mezi které patřili Count Basie, Art Tatum, Joe Pass, Oscar Peterson a Lionel Hampton.